# Workfare

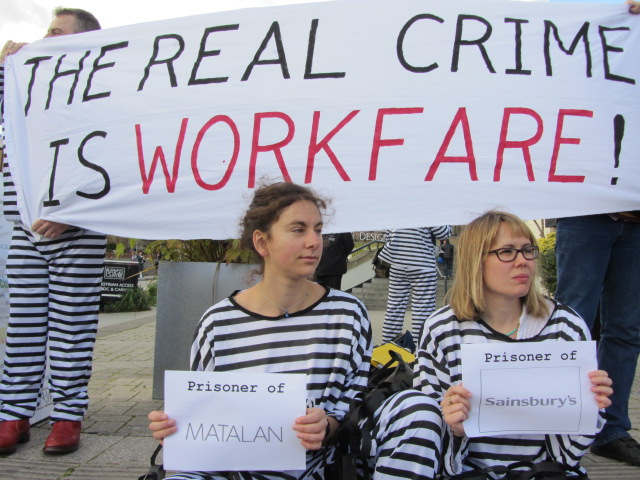
Manifestation contre le workfare, octobre 2011.

Le workfare (littéralement un détournement du terme anglais welfare qui signifie "État-providence") est un concept introduit en 1968 par James Charles Evers. Il désigne une aide sociale des États-Unis mise en place dans les années 1970, qui prévoit que les bénéficiaires aptes au travail doivent travailler en échange de leur allocation.
Ces programmes viseraient surtout à « restreindre le nombre d'allocataires » (Krinski, 2009). Le travail attitré est souvent dévalorisant. Tout cela aurait « largement participé à la flexibilisation et à la dégradation des conditions de travail » (Krinski, 2009). Les termes de politiques d'activation et de « gouvernement par l'individualisation » (Lazzarato, 2001) ne sont pas étrangers aux dynamiques induites par cette idée.
En France, l'instauration d'une obligation de 15 heures d'activités pour bénéficier du revenu de solidarité active, instauré par la loi en 2023, s'apparente à une logique similaire au workfare.